# Cliona varians
Cliona varians är en svampdjursart som först beskrevs av Duchassaing och Giovanni Michelotti 1864.  Cliona varians ingår i släktet Cliona och familjen borrsvampar. Inga underarter finns listade i Catalogue of Life.